# Piatra Cușmei
Piatra Cușmei este o arie protejată de interes național ce corespunde categoriei a IV-a IUCN (rezervație naturală de tip botanic), situată în estul Transilvaniei, pe teritoriul județului Bistrița-Năsăud

## Localizare
Rezervația naturală aflată în partea nord-vestică a Munților Călimani, pe teritoriul administrativ al comunei Livezile, în nord-estul satului Cușma.

## Descriere
Rezervația naturală a fost declarată arie protejată prin Legea Nr.5 din 6 martie 2000, publicată în Monitorul Oficial al României, Nr.152 din 12 aprilie 2000, privind aprobarea Planului de amenajare a teritoriului național - Secțiunea a III-a - zone protejate și are o suprafață de 3 hectare.
Aria naturală este inclusă în situl de importanță comunitară - Cușma și reprezintă un masiv stâncos acoperit parțial cu pădure de molid (Picea abies). 

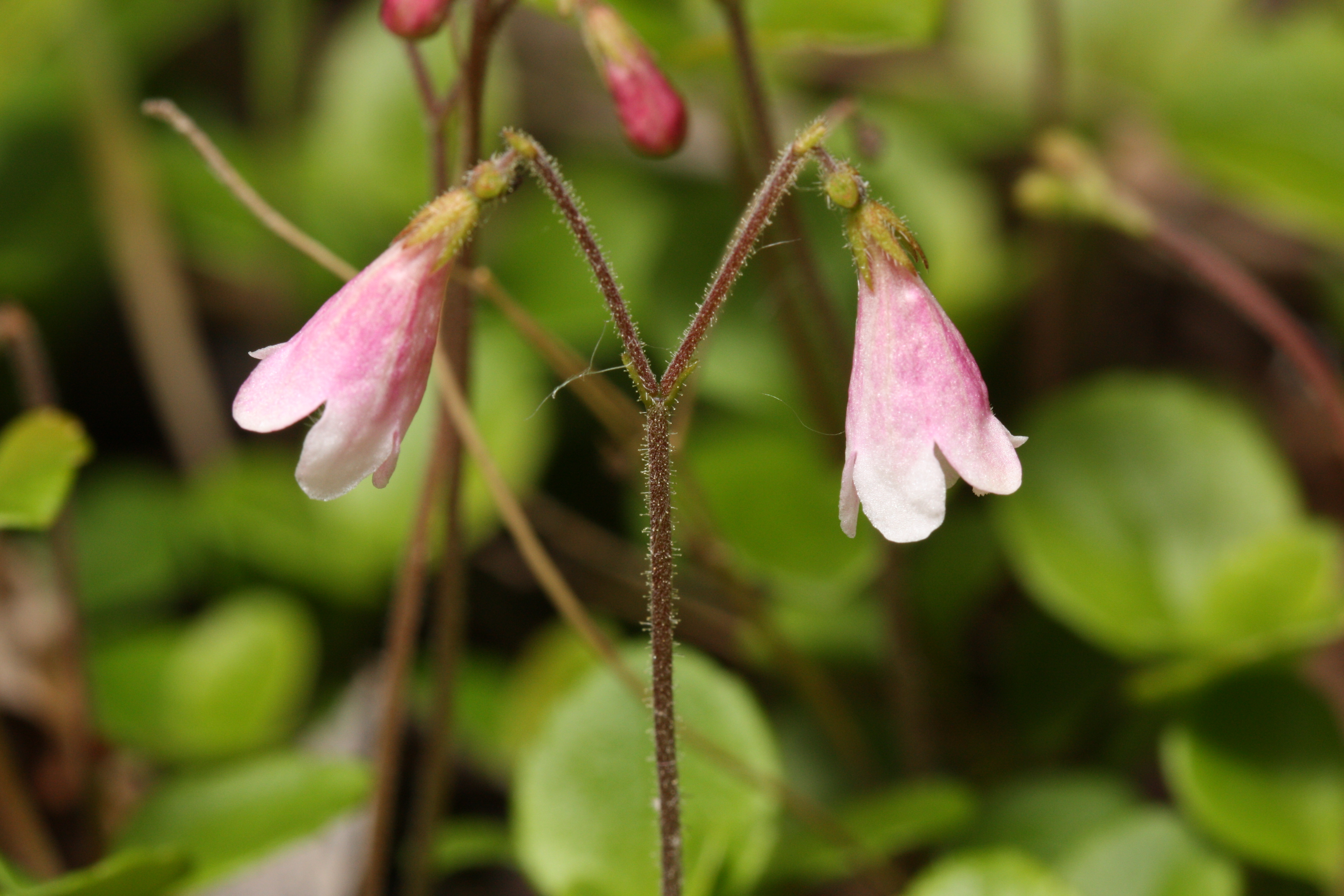
Cupa-vacii (Linnaea borealis)

La nivelul ierburilor sunt întâlnite mai multe rarități floristice, dintre care unele protejate prin lege sau endemice pentru această zonă; printre care: cupa-vacii (Linnaea borealis), un relict glaciar cu o deosebită importanță științifică, vulturică (Hieracium rotundatum), unghia păsării (Viola dacica), urechea iepurelui (Bupleurum longifolium), cărbuni (Phyteuma vagneri), stupiniță (Platanthera bifolia), morcoveancă (Pleurospermum austriacum), gălbenușă (Potentilla tabernaemontani), piciorul-cocoșului (Ranunculus carpaticus), buruiana de junghiuri (Cephalanthera longifolia), ghințură punctată (Gentiana punctata), fratele-priboiului (Geranium sylvaticum), mălaiul cucului (Luzula pallescens), crețușcă (Filipendula ulmaria), mierluță (Minuartia verna), poroinic (Orchis ustulata) sau darie (Pedicularis exaltata).

## Monumente și atracții turistice
În vecinătatea rezervației naturale se află câteva obiective de interes istoric, cultural și turistic; astfel:
- Biserica de lemn "Sf. Arhangheli Mihail și Gavriil" din Dumbrava, construcție 1645, monument istoric (cod LMI BN-II-m-B-01651).
- Biserica evanghelică din Livezile, construcție secolul al XVI-lea, monument istoric (cod LMI BN-II-m-A-01668).
- Biserica ortodoxă din Livezile (fostă greco-catolică) construită în anul 1939.
- Rezervația naturală Comarnic, monument al naturii.